# Синєоків Микола Григорович
Мико́ла Григо́рович Синєо́ків (14 листопада 1873 — після 1934 р.) — український військовий діяч, генерал-майор Російської царської армії (25 травня 1915 р.), генерал-значковий армії Української Держави (29 жовтня 1918 р.).
Походив із дворян Області Війська Донського, син офіцера. У 1891 році закінчив Донський кадетський корпус, у 1894 році — Михайлівське артилерійське училище, згодом — Михайлівську артилерійську академію. 
З 1903 року займав посади начальника артполігону, командира навчальної батареї офіцерської артилерійської школи. У 1914—1918 роках Першої світової війни воював на Південно-Західному фронті. Офіцер 11-ї Донської козачої батареї. З 10 червня 1915 по 23 липня 1916 року — командир 48 артилерійської бригади. З 31 березня 1917 року — інспектор артилерії ІІ Кавказького армійського корпусу, з 29 травня 1917 р. — 4-ї армії. 
Після більшовицького перевороту 1917 у Петрограді залишився в Україні, вступив на службу до українського війська. За Гетьманату — начальник артилерії 1-го Волинського армійського корпусу, а з 20 липня 1918 року — начальник Головного артилерійського управління. З 29 жовтня 1918 року — генерал-значковий (генерал-лейтенант). У березні 1919 року перейшов до Добрармії Денікіна, воював у Збройних силах Півдня Росії, з 10 травня 1919 року в резерві при штабі Головнокомандувача ЗСПЮ. З 1920 року перебував в еміграції в Югославії. Помер у після 1934 року.